# جوزيف بارتون
جوزيف بارتون (10 يناير 1860 في المملكة المتحدة - 31 يناير 1945 في المملكة المتحدة) (بالإنجليزية: Joseph Barton)‏ هو لاعب كريكت بريطاني وبريطاني (وحمل سابقاً جنسية المملكة المتحدة لبريطانيا العظمى وأيرلندا). لعب مع نادي وارويكشاير للكريكيت ‏ ونادي مقاطعة ستافوردشاير للكريكت ‏.

## وصلات خارجية
- جوزيف بارتون على موقع إي آس بي آن كريك إنفو (الإنجليزية)